# Flugunfall einer Let L-410 der Nacional de Aviación 2007
Der Flugunfall einer Let L-410 der Nacional de Aviación 2007 ereignete sich am 8. Oktober 2007. An diesem Tag wurde eine Let L-410UVP-E10A, die sich auf einem inländischen Flug von Villavicencio nach Uribe befand, gegen einen Berg geflogen, wobei alle 17 Insassen starben.

## Maschine
Bei der betroffenen Maschine handelte es sich um eine Let L-410UVP-E10A Turbolet aus tschechoslowakischer Produktion. Die Maschine mit der Werknummer 902521 wurde 1990 im Werk der Let Kunovice gebaut und anschließend nach Polen exportiert, wo sie das Luftfahrzeugkennzeichen SP-FTC erhielt. Zu einem späteren Zeitpunkt wurde die Maschine auf die polnische Fluggesellschaft Blue Sky Carrier angemeldet und erhielt das Luftfahrzeugkennzeichen SP-FGG, mit dem sie im November 1992 für die Daallo Airlines aus Dschibuti betrieben wurde und im August 1995 am Flughafen Roskilde in Dänemark gesichtet worden war. Zu einem noch späteren Zeitpunkt trug die Maschine das Luftfahrzeugkennzeichen S9-TAX aus São Tomé und Príncipe, ehe sie nach Kolumbien exportiert und dort mit dem Kennzeichen HK-4055-X auf die SADI Colombia zugelassen wurde. Das Kennzeichen wurde später in HK-4055 umgeändert. Zum Unfallzeitpunkt wurde die Maschine für die Nacional de Aviación betrieben. Das zweimotorige Regionalverkehrsflugzeug war mit zwei Turboprop-Triebwerken des Typs Walter M601E ausgestattet. Bis zum Zeitpunkt des Unfalls hatte die Maschine eine Gesamtbetriebsleistung von 2.435:44 Betriebsstunden absolviert.

## Passagiere und Besatzung
Den Flug von Villavicencio nach Uribe hatten 15 Passagiere angetreten. An Bord befand sich eine zweiköpfige Besatzung, bestehend aus einem Flugkapitän und einem Ersten Offizier. Auf dem Regionalflug waren keine Flugbegleiter vorgesehen. Der 41-jährige kolumbianische Flugkapitän war im Besitz von Musterberechtigungen für die Let L-410 und die Beechcraft King Air 300. Er verfügte über 5.550 Stunden und 54 Minuten Flugerfahrung, von denen er 432 Stunden und 45 Minuten in der Let L-410 absolviert hatte. Der 33-jährige, kolumbianische Erste Offizier verfügte über 287 Stunden und 10 Minuten Flugerfahrung, davon hatte er 134 Stunden und 12 Minuten im Cockpit der Let L-410 absolviert.

## Unfallhergang
Die Maschine startete am 8. Oktober 2007 um 15:30 Uhr vom Flughafen Villavicencio zu einem Regionalflug zum Flughafen Uribe. Der Flug sollte nach Sichtflugregeln durchgeführt werden. Die Maschine kam nie an ihrem Zielort an und wurde als vermisst gemeldet. Am 11. Oktober 2007 um 7:00 Uhr wurde das Wrack der Maschine schließlich an einem Berghang im Páramo El Nevado gefunden. Die Unfallstelle befand sich in einer Höhe von 3.610 Metern (ca. 11.800 Fuß). Es konnte nur noch der Tod der 17 Insassen festgestellt werden.

## Unfalluntersuchung
Der Unfall wurde von der Aeronautica Civil de Colombia untersucht. Die Untersuchung ergab, dass die Besatzung den Flug nach Sichtflugregeln bei sich verschlechternden Wetterbedingungen über bergigem Gelände fortgesetzt hatte. Hierbei sei es zu Navigationsfehlern gekommen, aufgrund derer die Maschine in ein bergiges Gebiet einflog. Den Piloten wurde ein fehlendes Situationsbewusstsein hinsichtlich der Geländebeschaffenheit angelastet, zudem sollen sie drei Minuten und sechs Sekunden lang die Warntöne des Enhanced Ground Proximity Warning Systems ignoriert haben, das vor einer bevorstehenden Kollision mit dem Gelände warnte. Die Ermittler stellten fest, dass die Besatzung der Let L-410 während dieses gesamten Zeitraumes nicht versucht hatte, Korrekturen vorzunehmen, um eine Kollision zu vermeiden. Der Alarm ertönte bis zur Kollision der Maschine mit der Bergflanke.